# Kongo Abe
Kongo Abe (Tokyo, 26 giugno 1900 – Tokyo, 20 novembre 1968) è stato un pittore giapponese.

## Biografia
Si trasferì in Francia in giovane età, all'epoca del primo sviluppo del surrealismo, movimento dal quale fu affascinato e i cui principi Abe esportò in Giappone. Figlio del politico Hiroshi Abe, sposò la scrittrice Tsuyako Miyake, dalla quale ebbe il figlio Kikuko Miyake, scrittore.